# Conill de Pasqua

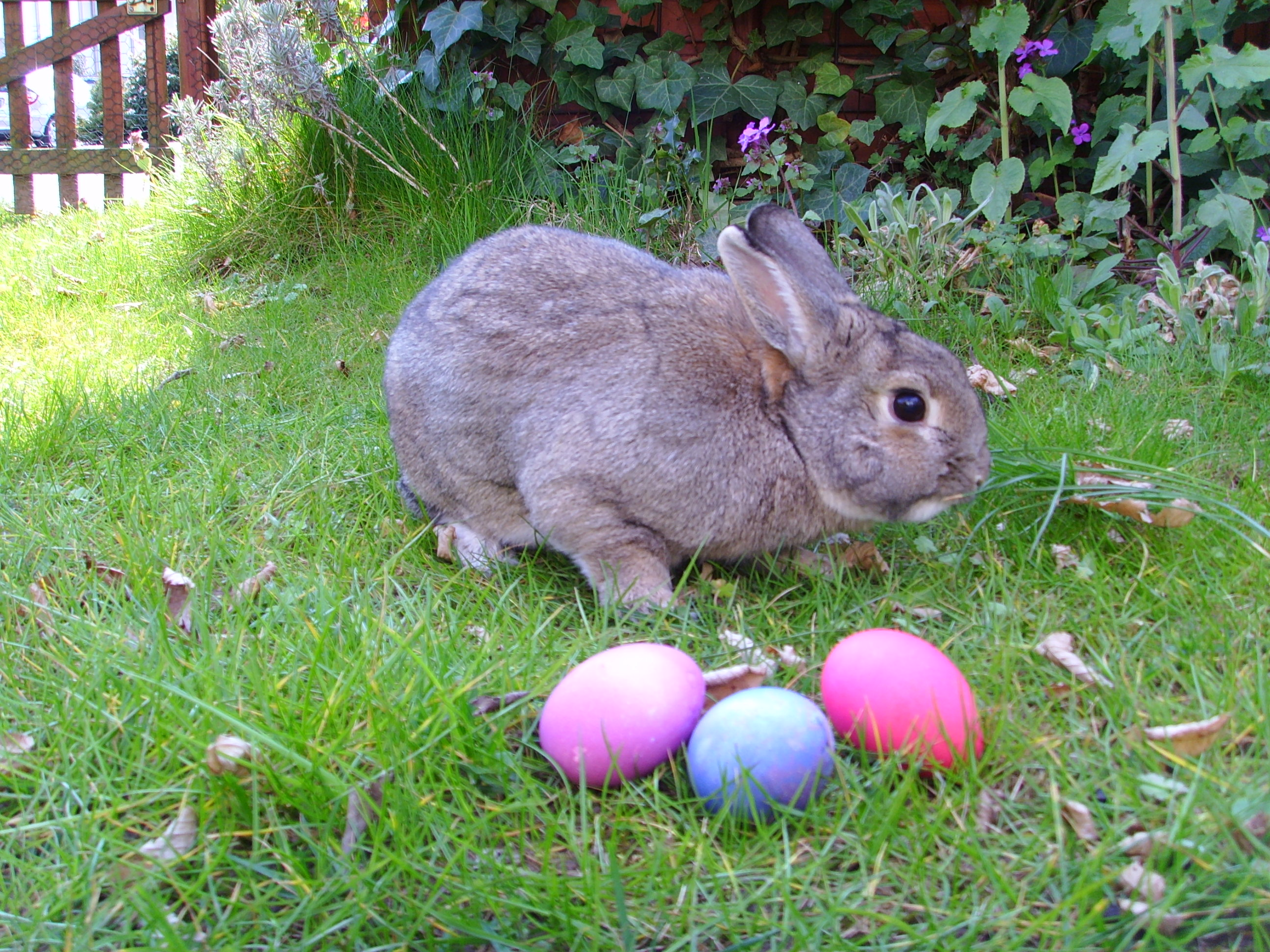
Conill amb ous de Pasqua

El conill de Pasqua (a la majoria de països de parla germànica, no és cap conill, sinó una llebre, la Llebre de Pasqua) és un personatge mític infantil pertanyent a la cultura alemanya i posteriorment a la resta de cultures germàniques, també a la cultura anglosaxona. Tot i que els seus orígens no estan gaire definits, se suposa que l'elecció del conill és deguda a la seva coneguda capacitat de copular, de gran valor simbòlic en unes festes dedicades a la fertilitat de la terra després de l'hivern. A la Suïssa de parla germànica, la Llebre de Pasqua té una altra equivalència, el cucut de Pasqua, a Àustria, Baviera i Schleswig-Holstein, aquesta funció la duu o duia a terme el Gall de Pasqua i a Westfàlia, la Guineu de Pasqua.
.

## Origen
El seu ús es remunta a pobles antics del nord europeu que veien en la llebre un símbol: les fortes potes posteriors de la llebre li permeten moure's sempre cap amunt amb facilitat, mentre que les seves dèbils potes anteriors li dificulten el descens.
Des d'abans de Crist, el conill era un símbol de la fertilitat associat amb la deessa fenícia Astarte, a qui a més estava dedicat el mes d'abril. En al·lusió a aquesta deessa, en alguns països a la festivitat de Pasqua se la denomina "Easter". The Westminster Dictionary of the Bible (El diccionari Westminster de la Bíblia) recull que Easter era «originalment la festivitat de la primavera per honrar la deessa teutònica de la llum i de la primavera, que es coneixia en anglosaxó com Easter». Ja al segle viii els anglosaxons havien transferit aquest nom a la festa catòlica que designa la celebració de la Resurrecció de Crist, adoptant una altra festa pagana més a les tradicions catòliques.

## Llegenda
En la tradició catòlica es transmet el relat sobre l'origen del conill de Pasqua, que conta que en el temps de Jesús un conill estigué tancat al sepulcre juntament amb Jesús i en presencià la resurrecció. En haver presenciat el miracle, en sortir de la cova juntament amb Jesús, es diu que fou elegit com el missatger que comuniqui i recordi a tots els nens la bona nova, regalant ous pintats, i actualment també regalant ous de xocolata i altres llaminadures durant la Pasqua, de forma similar a com passa amb el Pare Noel al Nadal.

## Gastronomia
Avui en dia, a més dels ous de xocolata, també s'elaboren conills de xocolata, que se solen regalar per Pasqua, sent també un producte de pastisseria que pot veure's en moltes de les botigues dels països del nord d'Europa.